# Guerra e pace (fumetto)
Guerra e pace è una storia a fumetti di Giovan Battista Carpi,  parodia dell'omonimo romanzo di Lev Tolstoj, pubblicata per la prima volta in Italia nell'agosto 1986 su Topolino n. 1604 e considerata fra le migliori opere di Carpi.

## Trama
Data l'ampiezza e la complessità dell'originale, la storia di Carpi richiama solamente in alcuni punti la trama di Guerra e pace. Il protagonista è Paperino Paperzukoff (Paperino), giovane e scapestrato nipote del "papero più ricco di tutte le Russie", il principe Paperon De Paperzukoff (Zio Paperone). La vicenda si apre con il ritorno forzato a Mosca di Paperino, che lo zio non intende più mantenere a Pietroburgo. Il segretario Platon porta quindi Paperino al cospetto dello zio, il quale decide di farlo fidanzare con la ricca - ma insopportabile - Helène Kuraghin. Il fidanzamento va presto a monte per il carattere lunatico e pestifero della ragazza, e Paperon manda il nipote a lavorare in fonderia come operaio.
A questo punto la scena si sposta in Siberia: qui i Bassotti della Steppa (i Bassotti) evadono dal Penitenziario Statale Villa Fiorita diretti dal loro vecchio nemico Paperzukoff. Quest'ultimo, avvisato, prepara quindi le difese della sua villa sistemando davanti al portone un gigantesco cannone di un "tris-tris-trisavolo". Casualmente una spia francese vede la "superarma" e avverte direttamente Napoleone, che richiede un incontro con lo zar Alessandro I. La conferenza si conclude "con un pieno successo" al grido dello zar "Lasciatemi! Voglio solo mangiargli il cappello!", e voci di guerra iniziano ad attraversare l'Europa.
Paperon pensa quindi a come proteggere il suo oro da Napoleone, nell'eventualità di un'invasione, e dai Bassotti. Paperino suggerisce di fonderlo e bagnarlo nel piombo dandogli l'aspetto di una partita di palle di cannone; l'idea viene prontamente realizzata e i Bassotti vengono tratti in inganno. Per ricompensa Paperino viene nominato direttore delle fonderie Paperzukoff.
Nel frattempo, però, la Francia ha cominciato l'invasione dell'impero zarista; a Mosca l'esercito si mobilita, e Paperino deve portare al sicuro le finte palle di cannone. Tuttavia, per un contrattempo i proiettili vengono consegnati all'esercito in marcia verso il fronte: Paperino, per evitare di essere "spiumato", parte per tentare il recupero in sella al fedele cavallo Rasputin.
Nel viaggio verso Borodino, Paperino si imbatte nella fattoria di Maria Papera Dimitrievna (Nonna Papera) e della nipote Natascia Rostof (Paperina). Il classico colpo di fulmine tra i due giovani è pressoché immediato, e Paperino per qualche tempo si dimentica della missione: a richiamarlo alla realtà sono i colpi di cannone dal fronte.
Raggiunto il campo di battaglia, Paperino è protagonista di una surreale sequenza in cui recupera i preziosi proiettili in volo con un retino in maglia d'acciaio; riesce ad accumularne venti e a spedirli a Natascia, ma il resto è preda dei francesi vittoriosi.
Dopo la sconfitta di Borodino, i moscoviti fuggono lasciando la città in fiamme. Qui Paperino viene catturato durante la notte dai francesi e incontra Platon, rimasto come incendiario. I due vengono liberati dai Bassotti, che hanno seguito le peripezie di Paperino e vogliono farsi condurre ai carri di proiettili.
Il mattino dopo Paperino e Platon, nei pressi del campo delle truppe napoleoniche, trovano Natascia (preoccupata per le sorti dell'amato) travestita da vivandiera francese. Con il suo aiuto i due riescono a recuperare il grosso della partita di palle di cannone; durante il viaggio verso la dacia di Paperon riescono anche ad avere la meglio sui Bassotti e a catturarli. Questi ultimi vengono poi sparati con il supercannone verso la loro vecchia prigione.
Dopo poche settimane Mosca viene liberata, e i paperi possono tornare finalmente a casa. Sembra che tutto sia finito bene, ma le sorti della guerra sono ancora in bilico. Prima che il principe Paperzukoff possa fondere di nuovo il suo oro, un inviato del Maresciallo Kutuzov si presenta trafelato e gli fa sapere che l'esercito russo è a corto di munizioni: i proiettili del principe potrebbero quindi essere decisivi per salvare la patria. Sebbene disperato e piangente, Paperon accetta. Anche grazie al suo apporto i russi riescono a sconfiggere i francesi definitivamente nella battaglia della Beresina.
In Russia torna la pace: Paperino si congeda annunciando "il bacio più lungo nella storia dei fumetti", ma cade svenuto quasi subito. Paperon (dopo aver ricevuto un'onorificenza dallo Zar) decide di volersi trasferire in America per ricostruire la sua fortuna: anche se si dice che nelle notti di luna piena "un'ombra furtiva si aggira per il campo di battaglia della Beresina e dintorni" alla ricerca dei preziosi proiettili.

## Differenze e analogie tra il romanzo originale e la parodia a fumetti
- Paperino Paperzukoff è il corrispettivo del personaggio principale di Guerra e Pace, vale a dire Pierre Bezuchov. I tratti in comune con il personaggio originale sono la vita sregolata da aristocratico (ma Pierre ha una lunga evoluzione che lo porta verso l'idealismo e la religione), la breve storia con Helène Kuraghin (nel romanzo la donna sposa Pierre per i suoi soldi, ma si separano presto) e l'amore per Natascia.
- Paperina interpreta il personaggio di Natascia Rostof, personaggio femminile importantissimo del romanzo. Nella parte finale di Guerra e Pace si innamora di Pierre e accetta di sposarlo.
- Paperon De Paperzukoff corrisponde al Conte Bezuchov, il ricco padre (adottivo) di Pierre.
- Platon è ispirato a Platon Karataev, l'uomo da cui Pierre assimila un fondamentale messaggio di fede.
- Maria Dimitrievna è la zia di Natascia.
- Nella storia vi è anche una brevissima apparizione di Gastone Bolkonski (Gastone), definito come antico rivale di Paperino, in partenza verso il fronte. Il personaggio originale è Andrej Bolkonskij, ufficiale russo innamorato di Nataša e morto per una grave ferita. Nella storia, tuttavia, Gastone non viene più citato.
- Il personaggio di Helène Kuraghin sembra essere una parodia di certe dive del cinema muto per la sua gestualità teatrale ed esagerata.
- Il supercannone di Paperon De Paperzukoff è ripreso graficamente dallo Zar-puška.
- Il "bacio più lungo nella storia dei fumetti" è una citazione indiretta di una scena del film  Notorious - L'amante perduta di Alfred Hitchcock, in cui Cary Grant e Ingrid Bergman si danno quello che è considerato il bacio più lungo della storia del cinema.